# ウィラメット隕石

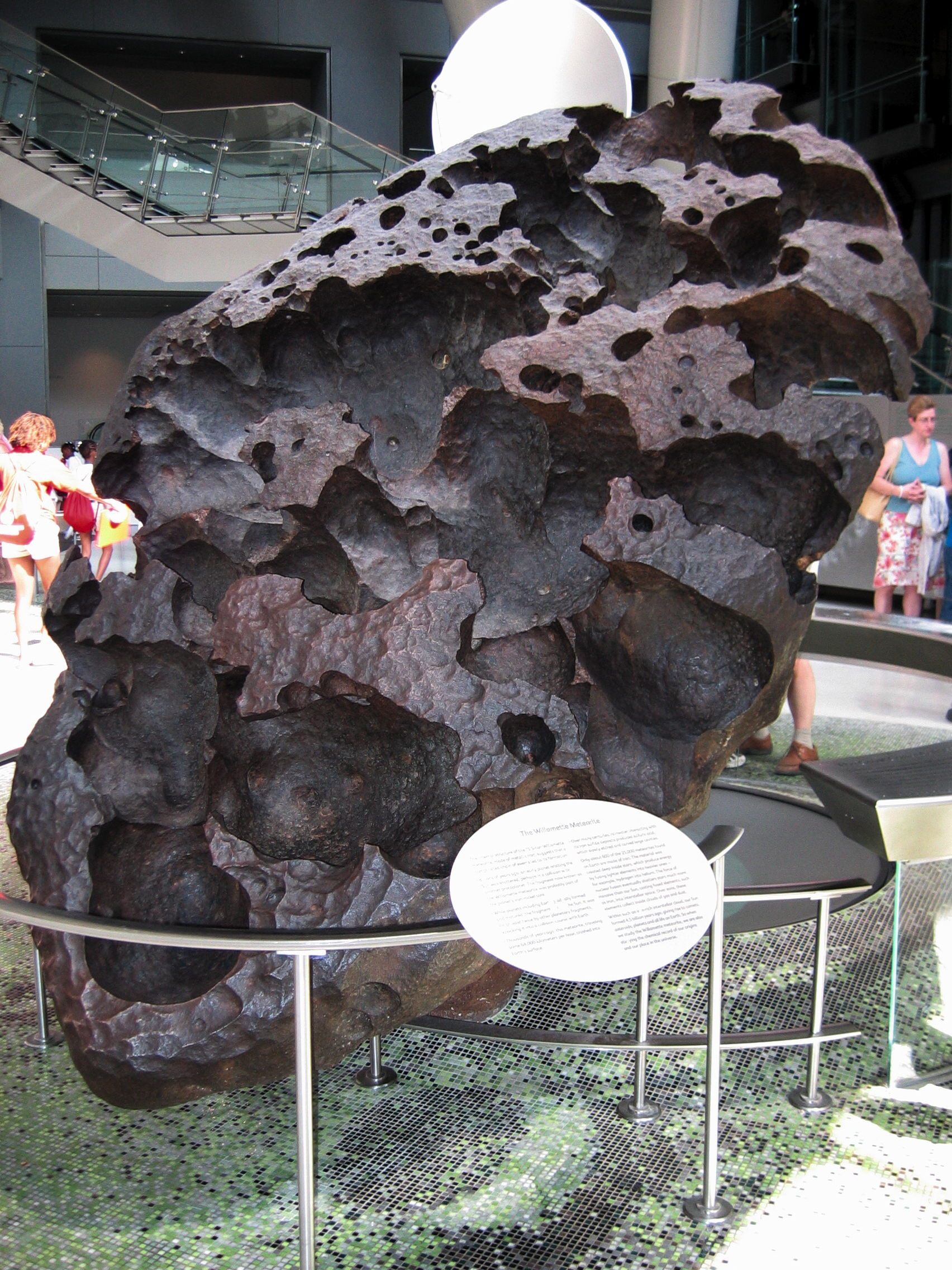
アメリカ自然史博物館に展示されるウィラメット隕石

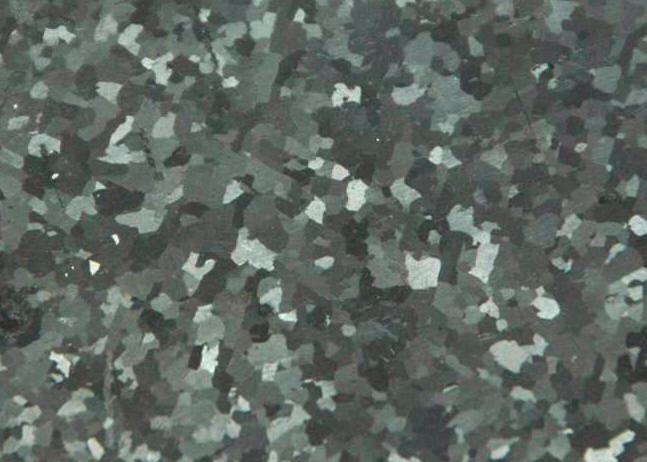
ウィラメット隕石に見られるウィドマンシュテッテン構造

ウィラメット隕石（-いんせき、Willamette Meteorite）はアメリカ合衆国のオレゴン州で発見された鉄-ニッケル隕石である。アメリカ合衆国で発見された隕石のうち最大の隕石で、世界の隕石のうちでも6番目の大きさである。発見地の近くには衝突クレーターは見られず、カナダに落下した隕石が氷河（10万年くらい前の氷期）の力で発見地まで運ばれたと考えられている。

## 概要
ウィラメット隕石の形は釣り鐘型で円錐形、重さは15.5トンで、type IIIの鉄隕石に分類されている。
成分の91%が鉄で、8%がニッケルである。コバルトとリンが若干含まれている。3.05m×1.98m×1.3mの大きさである。
特徴的なくぼみは、大気に突入した時に生じるとともに、その後にトロイリ鉱が分解してできた硫酸のために侵食されたと考えられている。ウィドマンシュテッテン構造はほんのわずかしか見られず、このことは親天体が顕著な熱衝撃を受けた結果である。
ウィラメット隕石はオレゴン州のウィラメットバレーで1902年の秋に入植者のエリス・ヒューズによって発見された。発見当時、オレゴン鉄鋼会社の土地にあったが、隕石の重要性を知っていたヒューズは所有権をえるために自分の土地まで90日かけて1200mの距離を移動させた。移動したことは発覚し訴訟ののち、法的な所有者はオレゴン鉄鋼会社となった。1905年にウィリアム・ダッジに$26,000で購入され、ルイス・クラーク開拓探検100周年博覧会で展示された後、ニューヨークのアメリカ自然史博物館に寄付された。また、切り取られた隕石の一部が欧米の博物館に展示されている。